# C1 Ariete
C1 «Арієте» (італ. C1 Ariete) — італійський основний бойовий танк третього покоління. Розроблений в 1984 році на основі німецького танка «Leopard 2», перший прототип був побудований в 1986 році. Виготовлявся серійно з 1995 по 2002 роки. Загальний випуск склав 200 одиниць. В 2005 році як прототип був представлений покращений варіант танка: посилене модульне бронювання і гармата довжиною 55 калібрів.

## Оператори

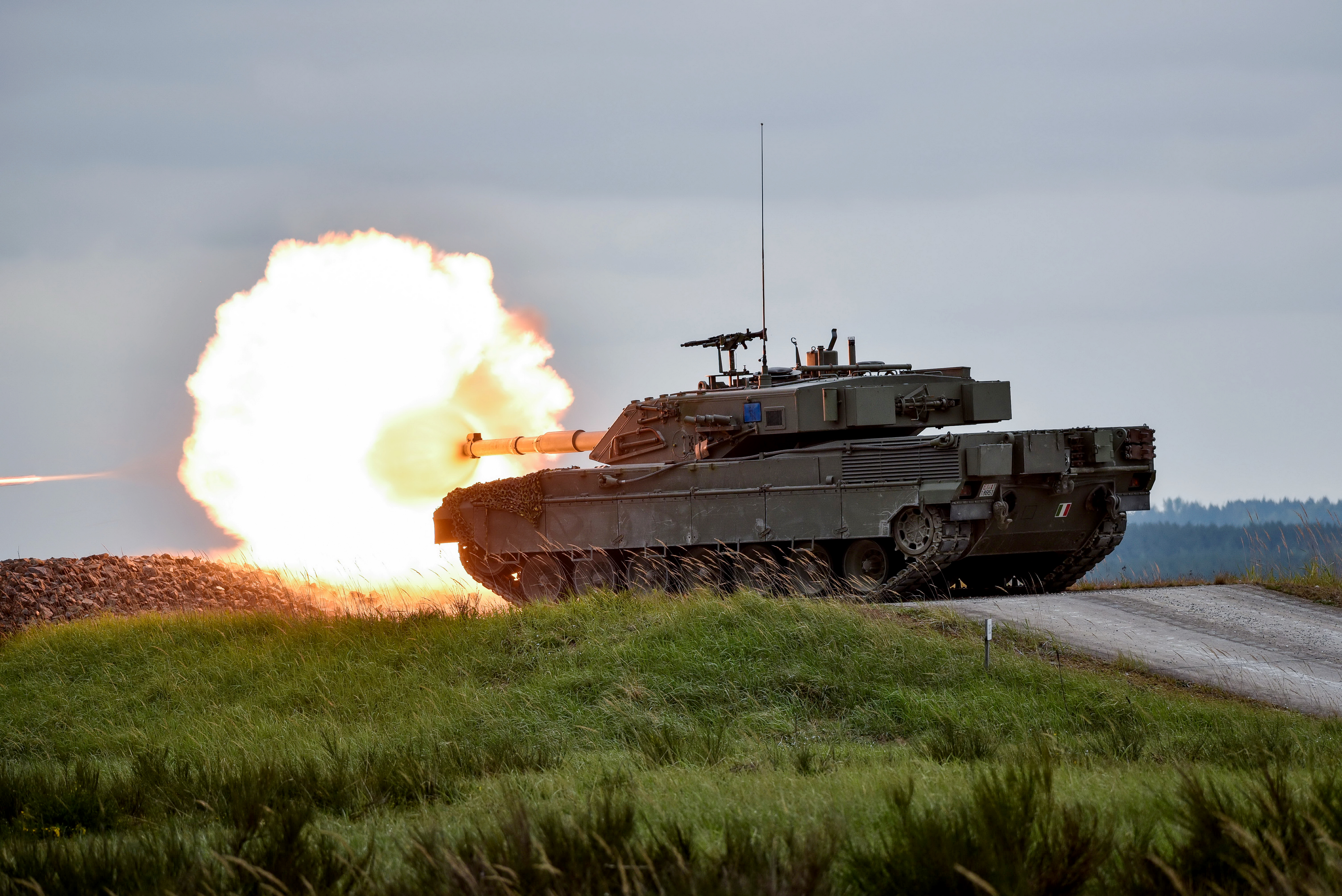
Танк C1 Ariete

- Італія: 147 одиниць C1 Ariete на озброєнні та 3 одиниці C2 Ariete AMV в дослідницькій експлуатації, станом на 2024 рік[29]